# Муншигандж-Садар
Муншигандж-Садар (бенг. মুন্সিগঞ্জ সদর, англ. Munshiganj Sadar) — подокруг в центральной части Бангладеш в составе округа Муншигандж. Административный центр — город Муншигандж. Площадь подокруга — 160,79 км². По данным переписи 1991 года численность населения подокруга составляла 294 823 человека. Плотность населения равнялась 1834 чел. на 1 км². Уровень грамотности населения составлял 35,5 %. Религиозный состав: мусульмане — 93,82 %, индуисты — 5,78 %, христиане — 0,05 %, прочие — 0,35 %.